# Leptapoderus hymalayensis
Leptapoderus hymalayensis es una especie de coleóptero de la familia Attelabidae.

## Distribución geográfica
Habita en Nepal.